# Mohamed Elneny
Mohamed Naser Elsayed Elneny (Arabisch: محمد النني ; El-Mahalla El-Kubra, 11 juli 1992) is een Egyptisch voetballer die doorgaans als defensieve middenvelder speelt. Hij verruilde FC Basel in januari 2016 voor Arsenal. In 2011 maakte hij zijn debuut in het Egyptisch voetbalelftal.

## Clubcarrière
Mohamed Elneny speelde in de jeugd bij Al Ahly. In 2010 werd hij getransfereerd naar Al Moqaouloun al-Arab, waar hij tot 19 competitieoptredens kwam in zijn eerste seizoen in het betaald voetbal. Op 10 maart 2012 maakte de Egyptische voetbalbond bekend dat de competitie werd stopgezet na de stadionramp in Port Said; zijn laatste wedstrijd in het seizoen 2011/12 speelde Elneny derhalve reeds op 28 januari. FC Basel nodigde Elneny uit op zijn trainingskamp tussen 14 en 24 januari 2013, waar hij meespeelde in een oefenwedstrijd tegen het Roemeense Steaua Boekarest. Hij slaagde erin trainer Murat Yakin te overtuigen van zijn kwaliteiten: op 29 januari 2013 tekende hij een contract dat hem tot juni 2013 aan de Zwitsers verbond. Op 10 februari 2013 maakte hij in de Zwitserse competitie zijn debuut tegen FC Sion (3–0 winst). Na 74 minuten viel hij in voor de Ivoriaan Geoffrey Serey Die; zijn landgenoot Mohamed Salah was tevens een van de invallers en ook een van de drie doelpuntenmakers. Vier dagen later maakte Elneny zijn Europees debuut in de UEFA Europa League tegen het Oekraïense Dnipro Dnipropetrovsk. Hij viel dertien minuten voor tijd in voor Fabian Frei. FC Basel won de wedstrijd met 2–0 dankzij doelpunten van Valentin Stocker en Marco Streller. Sindsdien was hij met Basel elk seizoen actief in de Europa League of Champions League. In 2013, 2014 en 2015 werd het landskampioenschap behaald. Na een succesvolle periode bij Basel heeft hij interesse van vele Engelse topclubs. Hij koos voor Arsenal. Hij tekende een contract tot medio 2020.

## Clubstatistieken
| Seizoen | Club                  | Competitie              | Duels | Doelp. |
| ------- | --------------------- | ----------------------- | ----- | ------ |
| 2011    | Al Moqaouloun al-Arab | Egyptian Premier League | 19    | 2      |
| 2012    | Al Moqaouloun al-Arab | Egyptian Premier League | 14    | 0      |
| 2012/13 | → FC Basel            | Super League            | 15    | 0      |
| 2013/14 | FC Basel              | Super League            | 32    | 1      |
| 2014/15 | FC Basel              | Super League            | 28    | 2      |
| 2015/16 | FC Basel              | Super League            | 16    | 2      |
| 2015/16 | Arsenal               | Premier League          | 11    | 0      |
| 2016/17 | Arsenal               | Premier League          | 14    | 0      |
| 2017/18 | Arsenal               | Premier League          | 13    | 0      |
| 2018/19 | Arsenal               | Premier League          | 8     | 0      |
| 2019/20 | → Beşiktaş            | Süper Lig               | 27    | 1      |
| 2020/21 | Arsenal               | Premier League          | 23    | 1      |
| 2021/22 | Arsenal               | Premier League          | 2     | 0      |
| Totaal  | Totaal                | Totaal                  | 195   | 8      |

## Interlandcarrière
Elneny maakte op 3 september 2011 zijn debuut in het Egyptisch voetbalelftal tegen Sierra Leone. Deze wedstrijd in het kwalificatietoernooi voor het Afrikaans kampioenschap voetbal 2012 eindigde in een 2–1 nederlaag. Elneny speelde de volledige wedstrijd en maakte in de vijftiende minuut een eigen doelpunt; ook Mohamed Salah en Ahmed Hegazy debuteerden in dit duel in het nationaal elftal. Op 4 juni 2014 maakte hij zijn eerste interlanddoelpunt in de vriendschappelijke wedstrijd tegen Jamaica (2–2).

## Erelijst
| Competitie          |          |                                    |          |          |
| Competitie          | Aantal   | Jaren                              |          |          |
| FC Basel            | FC Basel | FC Basel                           | FC Basel | FC Basel |
| ------------------- | -------- | ---------------------------------- | -------- | -------- |
| Super League        | 4x       | 2012/13, 2013/14, 2014/15, 2015/16 |          |          |
| Arsenal             |          |                                    |          |          |
| FA Cup              | 1x       | 2016/17                            |          |          |
| FA Community Shield | 1x       | 2017                               |          |          |